# Margareta de York
Margareta de York, Ducesă de Burgundia (3 mai 1446 – 23 noiembrie 1503) a fost fiica lui Richard Plantagenet, Duce de York și a soției sale, Cecily Neville. A fost Ducesă de Burgundia ca a treia soție a lui Carol Temerarul și a acționat ca protector al ducatului după moartea acestuia. A fost sora a doi regi ai Angliei: Edurad al IV-lea și Richard al III-lea. S-a născut la Castelul Fotheringay, Northamptonshire, Anglia și a murit la Mechelen, Flandra.
1. 1 2 3 4 5  Kindred Britain